# Département des Islas de la Bahía
Le département des Islas de la Bahía (en espagnol : Departamento de Islas de la Bahía) est un des 18 départements du Honduras. Son nom signifie littéralement, en français, « îles de la baie ».

## Histoire
Les îles sont en premier peuplées par des Amérindiens d'origine  maya.
En 1502, Christophe Colomb découvre l'archipel lors de son quatrième voyage aux Amériques. Ces îles passent alternativement sous dominations espagnole, anglaise et néerlandaise; mais l'archipel est en réalité habité par des boucaniers et autres pirates. La présence des boucaniers français est d'ailleurs encore visible puisque le troisième village le plus peuplé de l'île de Roatán s'appelle French Harbor.
L'archipel est britannique de 1643 à 1790 (excepté durant un mois de 1790 où elle repasse espagnole) et dépendante administrativement de la Jamaïque. Durant cette période, les îles seront peuplées par des garifunas et des colons blancs venant de  Saint-Vincent.
À la suite de « La guerre des flibustiers » opposant les pays d'Amérique centrale à l'Américain William Walker, les Britanniques reconnaissent la souveraineté hondurienne sur l'archipel en 1870. Le département des Islas de la Bahía est créé en 1872.
En 1998, les îles sont durement touchées par l'ouragan Mitch qui restera plusieurs jours au-dessus de l'archipel.
Grâce à ses plages de sable blanc et ses récifs coralliens, l'archipel, principalement l'île de Roatán, est aujourd'hui devenu un site touristique important pour le Honduras. L'aéroport international de Roatán accueille des vols en provenance des États-Unis et même d'Europe (Italie).

## Géographie
Le département, du fait de sa situation insulaire dans la mer des Caraïbes à quelques dizaines de kilomètres de la côte du Honduras, n'est limitrophe d'aucun autre département, ni d'aucun État étranger (on aperçoit sur la carte les trois principales îles).
L'archipel est composé :
- de trois îles principales,
  - Guanaja,
  - Roatán,
  - Útila,
- de divers îlots :
  - deux îlots proches d'Útila et rattachés à sa municipalité,
  - deux îlots situés à l'est de l'île de Roatán, rattachés à la municipalité de José Santos Guardiola,
- de l'archipel des Cayos Cochinos, classé « monument national marin » par décret du 30 juillet 2003, constitué de deux petites îles, Cayo Mayor et Cayo Menor, et d'une douzaine de minuscules îlots sableux couverts de végétation. Cet archipel est la partie la plus proche de la côte hondurienne, à environ 30 km au nord de la ville de La Ceiba (département d'Atlántida).

Il a une superficie de 260,60 km2.

## Subdivisions
Le département comprend 4 municipalités :
- Guanaja, correspondant à l'île homonyme,
- José Santos Guardiola, sur la partie orientale de l'île de Roatán,
- Roatán, chef-lieu (en espagnol : Cabecera), sur la partie occidentale de l'île du même nom,
- Útila, correspondant à l'île homonyme.

## Démographie
La population s'élève à environ 62 557 habitants au recensement de 2013. Elle est essentiellement garifuna.
La densité de population du département est de 240 hab./km2.
Du fait de son histoire, l'espagnol n'est pas la langue la plus couramment parlée par la population locale. Bien que la majorité parle un créole (une variété du Caribbean English) mélangeant l'anglais, le néerlandais, le français, l'espagnol et quelques mots amérindiens, officiellement 95 % de la population parle l'anglais, 4 % l'espagnol et 1 % d'autres langues européennes. Un mouvement indépendantiste est présent depuis les années 1980.
Les trois principales îles de la Baie ou Islas de la Bahia (Guanaja, Roatan et Utila) sont peuplées de descendants de pirates. Agglomérées les unes aux autres, des familles prospères de pêcheurs de crabes habitent sur les récifs de corail qui bordent les côtes. C'est une manière pour eux de fuir les moustiques qui infestent les îles. Conséquence d'un isolement maintenu depuis des générations, des problèmes de consanguinité se posent parmi cette population.